# 森の情景
『森の情景』（もりのじょうけい、Waldszenen）作品82は、ロベルト・シューマンが作曲した全9曲からなるピアノ独奏曲集。
- 作曲：1848年12月24日 - 1849年1月6日[1]。
- 出版：1850年12月

ロマン主義においては森林が重要な要素のひとつであるが（ドイツの森）、シューマンのピアノ曲で森を題材にしたものはこの作品のみである。西原稔は作曲にあたってのヨーゼフ・フォン・アイヒェンドルフからの影響を指摘している。

## 曲の構成

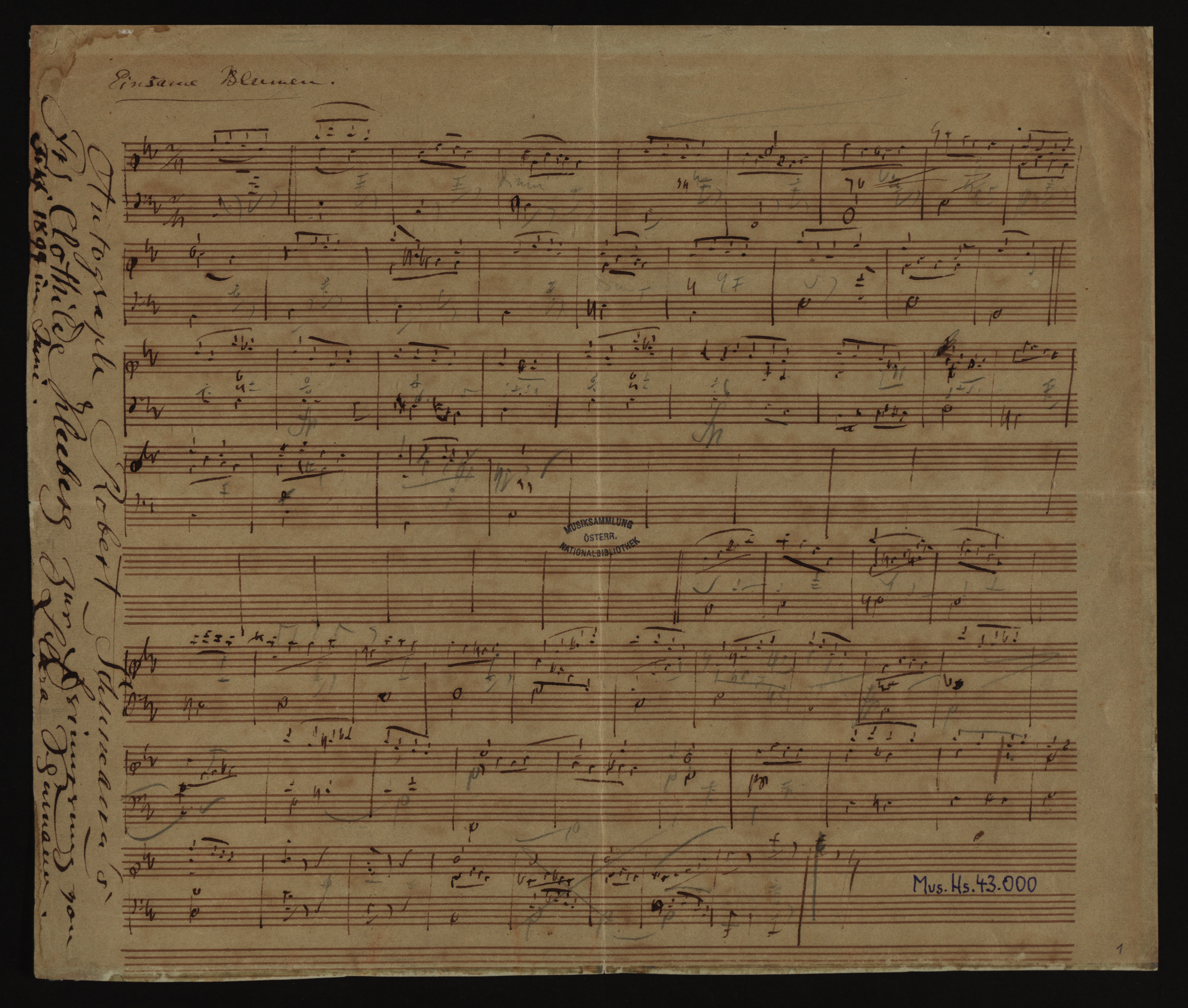
第3曲「寂しい花」の自筆譜

各曲が変種調（変記号の調性）を主調にしているのが特徴であり、作曲当時は各曲に短い詩が載せられていたが、出版に際して第4曲以外の詩が除かれた。予定されていた詩はそれぞれ、第1曲と第9曲がグスタフ・プファリウスの『森の歌』(Waldlieder)、第2曲と第8曲がハインリヒ・ラウベの『狩の文集』(Jagdbrevier)、第7曲はアイヒェンドルフの『詩集』から「薄明」（Zwielicht, 「リーダークライス」作品39の第10曲に用いられた）、からの抜粋である。
1. 森の入口 （Eintritt）
4/4拍子、変ロ長調。
「急速でなく(Nicht zu schnell)」と指示された三部形式の曲。静かにゆったりと森に足を踏み入れる気分が巧妙に描かれている。
2. 待ち伏せる狩人 （Jäger auf der lauer）
4/4拍子、ニ短調。
「最高に生き生きと(Höchst lebhaft)」と指示された序奏と二部形式からなる曲。
3. 寂しい花 （Einsame Blumen） 
2/4拍子、変ロ長調。
「単純に(Einfach)」と指示された曲。タイトルの「Blumen」は複数形であることから、対話風の書法を織り込んだ優雅な趣をもっている。冒頭の中心動機は他の曲でも用いられ、曲集の核となる[1]。
4. 気味の悪い場所 （Verrufene Stelle）
4/4拍子、ニ短調。
「かなりゆっくりと(Ziemlich langsam)」と指示されたこの曲の冒頭部分には、ドイツの詩人フリードリヒ・ヘッベルの詩が掲げられており、曲は晩年のシューマンの怪異さと暗さを示す典型的なものといえる。
5. なつかしい風景 （Freundliche Landschaft）
2/4拍子、変ロ長調。
「急速に(Schnell)」と指示された三部形式の曲。
6. 宿屋 （Herberge）
4/4拍子、変ホ長調。
「モデラート(Mässig)」と指示された三部形式の曲。
7. 予言の鳥 （Vogel als Prophet）
4/4拍子、ト短調。
「ゆるやかに、きわめて柔かに(Langsam, sehr zart)」と指示されており、全曲中最も有名な曲。
8. 狩の歌 （Jagdlied）
6/8拍子、変ホ長調。
「急速に、力強く(Rasch kräftig)」と指示された三部形式の曲。この曲集の中で唯一複合拍子で書かれている。
9. 別れ （Abschied） 
4/4拍子、変ロ長調。
「急がずに(Nicht schnell)」と指示された長い結尾を持つ三部形式の曲。「別れ」というタイトルだが、森を去って元の場所へ帰ることであり、感傷味や淋しさをみせない。